# 施瓦本战争
士瓦本战争（德語：Schwabenkrieg），在德国又称瑞士战争（德語：Schweizerkrieg），在奥地利又称恩加丁战争（德語：Engadiner Krieg），爆发于1499年，是旧瑞士邦联与哈布斯堡家族间的最后一场大型武装冲突。战争始于为了控制格劳宾登的米施泰尔谷和温布赖尔山口的一场地方冲突，之后双方都召集了自己的盟友来帮忙，事态便很快失控。哈布斯堡请求士瓦本同盟支持自己，而格劳宾登三同盟自由州则转向了瑞士邦联。敌对行为很快从格劳宾登越过莱茵谷而扩散到了康斯坦茨湖，并且甚至扩散到了阿尔萨斯南部的孙戈，而阿尔萨斯当时是哈布斯堡的前奥地利的最西部分。
这场战争的许多战役是在1499年的1月到7月间打的，并且除了很少的几场小规模战斗以外，所有的战斗都是老练的瑞士士兵击败了士瓦本和哈布斯堡军队。瑞士人自从在勃艮第战争胜利之后，就拥有着身经百战的战士和指挥官。而士瓦本方面，骑士与步兵之间互不信任，军队领导人之间意见不一，全体人员普遍不情愿打仗，甚至士瓦本的伯爵们被认为比起神圣罗马帝国的利益，更看重强大的哈布斯堡的利益。这些因素就显现为了他们的致命的不利条件。在多尔纳赫战役中，马克西米利安一世皇帝的最高军事指挥官阵亡，瑞士人取得了最终的决定性胜利，这使得他没有别的选择，只得同意了于1499年9月22日在巴塞尔签订的一份和平条约。这个条约给了瑞士邦联在帝国中的很大的独立性。尽管在1648年的威斯特伐利亚和约之前，这个邦联在名义上还是帝国的一部分，然而巴塞尔和约已经将它从帝国的管辖权中免除了，还免除了帝国的税务，由此，这份和约在事实上承认了它是一个独立的政治实体。

## 背景
冲突的来源之一是旧瑞士邦联与哈布斯堡家族之间自古就有的怀疑、竞争、敌意，这些从1438年起，甚至还影响到了神圣罗马皇帝的君权。从13世纪晚期起，瑞士邦联的成员们就渐渐地控制了那些曾经属于哈布斯堡国土的领地。瑞士人已经得到了皇帝直辖的身份，他们只臣服于皇帝本人，而不会成为任何居于中间的王公或受人臣服的领主的臣子。这样的身份授予了瑞士人在神圣罗马帝国中的很大的自治权，并且由于天高皇帝远，他们的自治权要大得多。在1438年，对于瑞士人来说，帝国及皇帝与哈布斯堡的公爵形成了对立。以前的皇帝们再三地支持瑞士邦联与哈布斯堡作斗争，他们将哈布斯堡视为强大的竞争者。他们屡次确认了瑞士人的皇帝直辖身份；而瑞士人也成功守住了自己的特权身份，阻止了哈布斯堡的公爵们收复他们被瑞士人夺取的领地的企图。

### 15世纪的神圣罗马帝国中的哈布斯堡

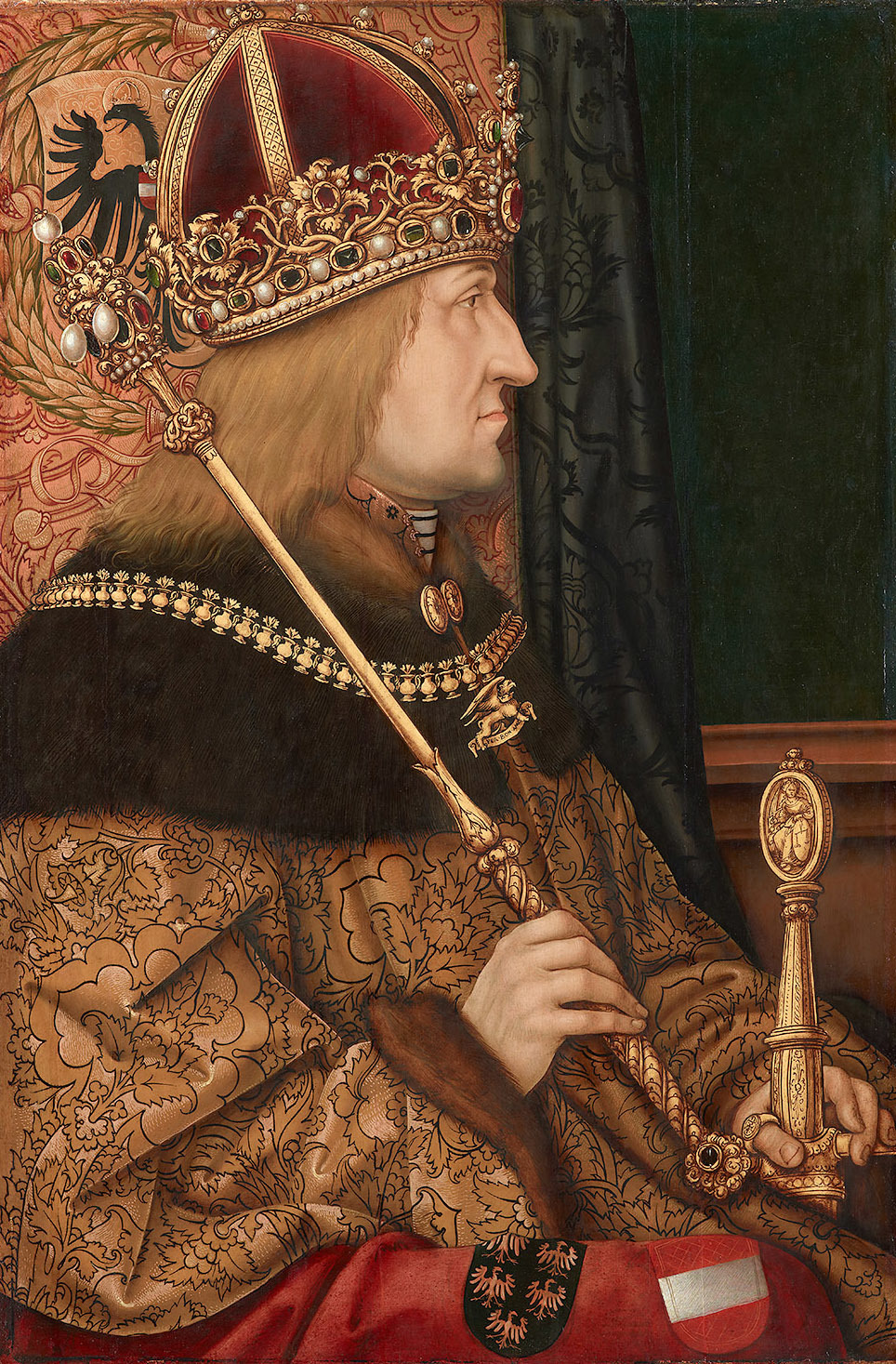
腓特烈三世皇帝

哈布斯堡的腓特烈三世登基后，瑞士人一下子就面对着一个新的情况，那就是他们不能再指望帝国的支持了。更糟的是，与哈布斯堡公爵们的斗争就预示着会成为与帝国本身的斗争。不过，在腓特烈在位期间，这样的情况并未发生。在旧苏黎世战争中，腓特烈于1442年站到了瑞士邦联的对立面，对苏黎世城进行了支持，并且他还拒绝承认邦联成员们的皇帝直辖身份。但是腓特烈在统治期间有着各种麻烦事，他没有空隙对瑞士人进行军事上的活动。在奥地利，腓特烈先是在和他的弟弟阿尔布雷希特斗争，之后又面对了洪尧迪·马贾什的压力，而马贾什甚至还把腓特烈赶出了维也纳并迫使腓特烈的朝廷成为了一个四处漂泊的朝廷。
在帝国内，腓特烈面对着巴伐利亚的维特尔斯巴赫王朝和堂弟西吉斯蒙德的反对。西吉斯蒙德当时是蒂罗尔和福拉尔贝格的公爵，之后还成为了前奥地利的公爵。西吉斯蒙德也和瑞士邦联斗争过。他在一场关于蒂罗尔主教的任命的斗争中被教宗庇护二世开除了，之后瑞士人就吞并了本属于哈布斯堡的领地图尔高。在1468年，西吉斯蒙德在瓦尔茨胡特战争中与瑞士人交锋。要结束这场战争，他可以不损失太多领地，只需支付大量赎金就行。而为了筹集这笔赎金，他在1469年将孙戈和阿尔萨斯的土地抵押给了勃艮第的大胆的查理。不过，查理并没有帮助西吉斯蒙德共同对付瑞士人，因此西吉斯蒙德在1474年又买回了那些土地并与瑞士邦联缔结了一个和平条约，永久协议（Ewige Richtung），不过神圣罗马皇帝却从未承认过它。在随后的勃艮第战争中，瑞士人与西吉斯蒙德又并肩对抗起了大胆的查理。
在1487年，西吉斯蒙德违背腓特烈的意愿，安排了腓特烈的女儿库妮贡德和巴伐利亚的阿尔布雷希特四世公爵的婚姻，而且他还签字同意了将他在蒂罗尔和前奥地利的一些领地交给阿尔布雷希特四世。腓特烈打算以武力来干涉：他在1488年缔造了士瓦本同盟。这个同盟是士瓦本各城市、圣乔治之盾同盟的士瓦本骑士们，还有符腾堡、蒂罗尔、福拉尔贝格的各个伯爵们组成的一个联盟。在他们的帮助下，腓特烈迫使维特尔斯巴赫家族归还了西吉斯蒙德签字放弃的那些领地。
在1490年，西吉斯蒙德被迫退位并将他所有的领地转交给了腓特烈之子马克西米利安一世。当大胆的查理在1477年于勃艮第战争中阵亡后，马克西米利安就在当年娶了勃艮第的玛丽，因此他继承了勃艮第的领地：勃艮第公国、勃艮第伯国，以及荷兰。他掌管了勃艮第，并以更为中央集权的行政方式强化了对勃艮第的管理，因而在1482年导致了一场反叛的爆发。在这场反叛中，各个城市与伯爵们与法兰西的查理八世联合了起来，共同对抗马克西米利安。勃艮第公国也曾是法国的一块封地，因此查理八世立即宣称了对它的所有权。这场斗争的第一阶段持续到了1489年。在这一阶段中，马克西米利安一直占据着那些低地国家。在这一阶段中，他甚至曾落入敌手并于1488年在布鲁日被囚禁了四个月。当他的父皇派出了由萨克森的阿尔布雷希特公爵指挥的军队去解救他后，他才重获自由。马克西米利安随后回到了德国，留下了他的表弟阿尔布雷希特作为自己的代理人。阿尔布雷希特在随后的岁月里将会设法确立哈布斯堡在荷兰的霸权。
在其父皇的倡议下，马克西米利安在1486年被选为了罗马人民的国王，父子两人从那时起就共同地进行着统治。在腓特烈于1493年驾崩后，马克西米利安还接管了其亡父的属地，因此他将整个哈布斯堡的领土统一在了他的手中。在同年，桑利斯和约还标志了他与法国人针对他在勃艮第的属地的战争的结束；他留住了在荷兰和勃艮第伯国的领地，不过他不得不割让勃艮第公国给法国国王。由此，马克西米利安所控制的领土几乎把旧瑞士邦联圈住了：东边是蒂罗尔和福拉尔贝格，北边是前奥地利，西部是勃艮第伯国。

### 士瓦本与瑞士人
腓特烈皇帝在邀请瑞士邦联成员们也加入士瓦本同盟时，对方断然拒绝了：他们认为没理由加入一个会助长哈布斯堡的利益的联盟，并且他们对这个新成立的、相对团结的、出现在他们的北部边境的强大的联盟是警惕的。此外，他们还怨恨士瓦本同盟里的强烈的贵族气，而他们自己的组织则大不相同。他们自己的组织已经发展了两百年，而正是这两百年的发展使他们从那样的贵族统治中解脱了出来。
在士瓦本一方，类似的担心也存在着。对于士瓦本的平民大众，瑞士邦联成员们的独立与自由是一个强大而诱人的模范。士瓦本南部的许多男爵都害怕自己的臣民可能会造反并申请依附于瑞士邦联。这些害怕并非完全没有基础：瑞士人已经开始在莱茵河以北组建联盟了。他们在1454年与沙夫豪森缔结了第一个条约，之后还和罗特韦尔（1463）、米卢斯（1466）这样遥远的城市缔结了条约。
康斯坦茨城及其主教被卡在了这两个集团的中间：他们有部分土地在士瓦本地区，但是这座城市也依旧在对图尔高地区行使高等司法权，而瑞士人已在1460年吞并了图尔高地区，从那时起，瑞士人就取得了图尔高的低等司法权。士瓦本同盟的建立促使了瑞士的苏黎世和伯尔尼两个城邦计划接纳康斯坦茨到瑞士邦联中。然而这场谈判失败了，这是由于瑞士邦联中的那些老资格州的反对，尤其是乌里州的反对。图尔高地区司法权分裂的状况成为了康斯坦茨与邦联间的许多不和的起因。在1495年，这样的一场纷争被反应在乌里士兵的一场惩罚性远征上。康斯坦茨最后不得不支付3000盾的费用才让他们停止劫掠并撤离。（图尔高是瑞士邦联中的一块共管领土，而乌里则是负责管理它的州之一。）最后，康斯坦茨作为一个正式成员在1498年11月3日加入了士瓦本同盟。然而，这座城市的身份还没有因此而最终确定──在宗教改革运动期间，它还会再次与苏黎世和伯尔尼结盟，到了1548年，当施马尔卡尔登同盟被击败了，它和瑞士邦联的紧密联系才会最终被割断──所以它成为了促使瑞士人与士瓦本人之间的不和越来越大的另一个因素。
瑞士的“远征佣兵”和士瓦本的“国土佣仆”这两种雇佣兵都在欧洲各国的军队中战斗。这两种兵有时候在战场上相互对抗，有时候又为了获得契约而竞争。他们之间的竞争越来越激烈。当时的一些编年史报道称，瑞士人在赢得了勃艮第战争之后在当时的欧洲被视为了最优秀的士兵，然而他们却是被国土佣仆们多次嘲弄和辱骂的对象。国土佣仆们称他们为“Kuhschweizer”[注 1]，或者以其他的方式来奚落他们。如此的羞辱的给予与承受都不少，并且这些羞辱还频繁地导致流血冲突。这些事件将会触发双方的军事指挥官都不曾想要或计划的小规模战斗和掠夺性远征，因此会拖长士瓦本战争本身的时间。

### 1495年帝国改革

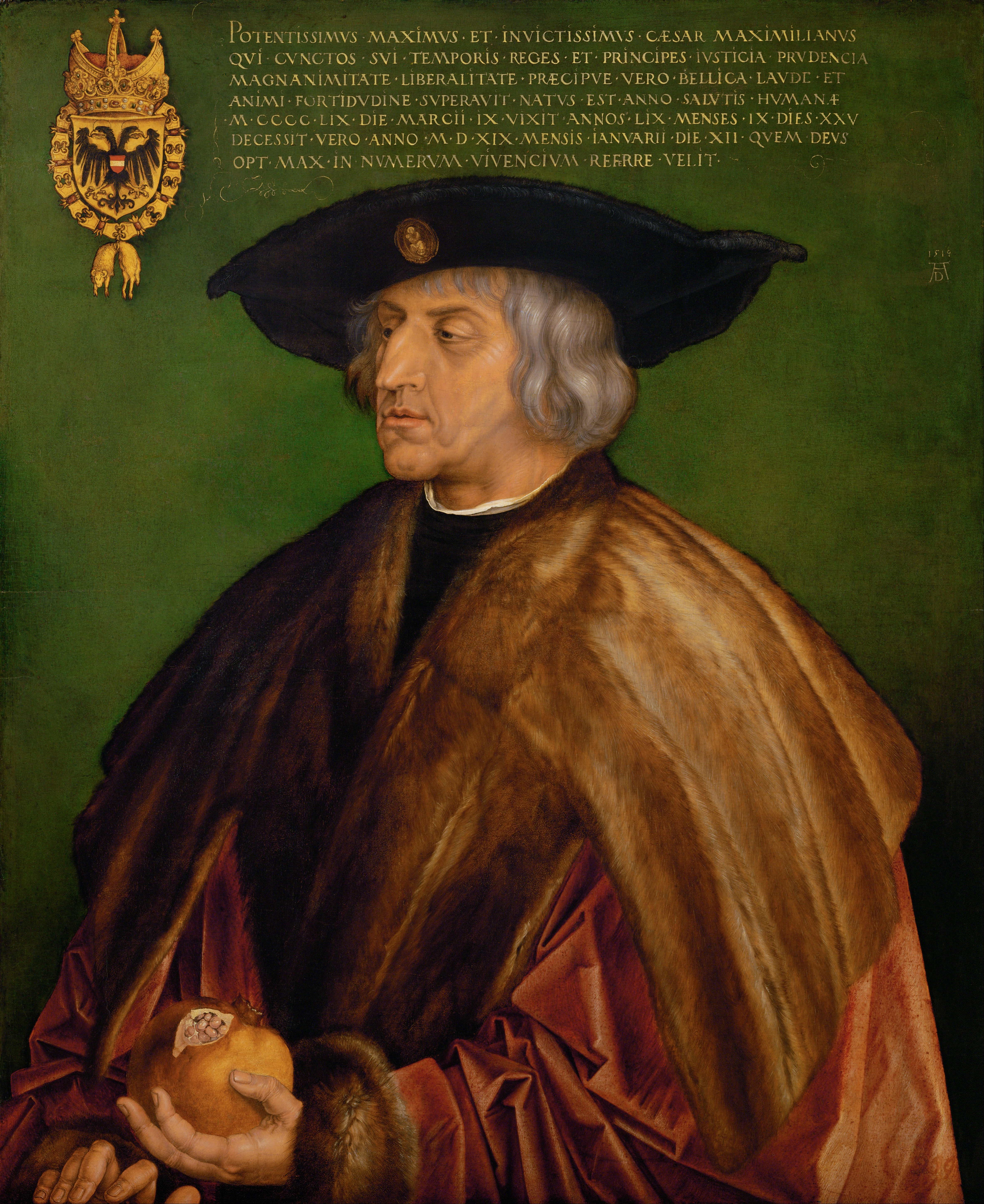
1519年阿尔布雷希特·丢勒所绘马克西米利安一世皇帝

马克西米利安一世跟他之前和之后的别的神圣罗马皇帝们一样，不得不面对与帝国内的其他的强大的王公们的斗争，因此他试图靠促进中央集权来保住他的位置和皇帝政体。在1495年的沃尔姆斯的帝国议会上，他在一定程度上获得了成功，但是他也不得不作出有利于那些王公们的让步。这场帝国改革宣告了一场“永久公众和平”（Ewiger Landfriede），并以此结束了那些大量存在的世仇和强盗男爵们造成的无政府状态，并且这场改革还确定了一支新的常备帝国军以维持这样的和平，而每一个帝国行政圈（Reichsstand）都得派部队到这支军队中。这场改革还制定了公众芬尼税（Gemeine Pfennig）──一种新的人头税──并以其收入来为这支军队筹措资金。马克西米利安不得不作出的让步之一是新的最高法院机构“帝国枢密法院”（Reichskammergericht），由此，最高的司法权便和皇帝本人及其所在地分隔开了。另外，他还不得不同意组成一个名叫“帝国咨政院”（Reichsregiment）的王公们的政务会。不过这个政务会在之后从没有扮演过一个重要的角色：它在1500年首次开会，但是两年后就被马克西米利安解散了。
瑞士人不肯接受帝国议会上的这些决议，并明确地拒绝支付公众芬尼。对于派部队到哈布斯堡当权者管统治下的军队中服役，或者支付税金，或者接受外国法庭的司法权，诸如此类的事，他们都不感兴趣；并且他们已经成功凭借他们自己的力量相当有效地保障了他们自己的领地上的公众和平。他们完全将这整个提案视为了对他们的自由的一次削减。拒绝接受这些决议的帝国成员们显然不只是瑞士人，但是马克西米利安之后会将瑞士人的拒绝当作剥夺他们在帝国的权利的一个借口，对瑞士邦联实施帝国禁令（Reichsacht）。

## 战争过程

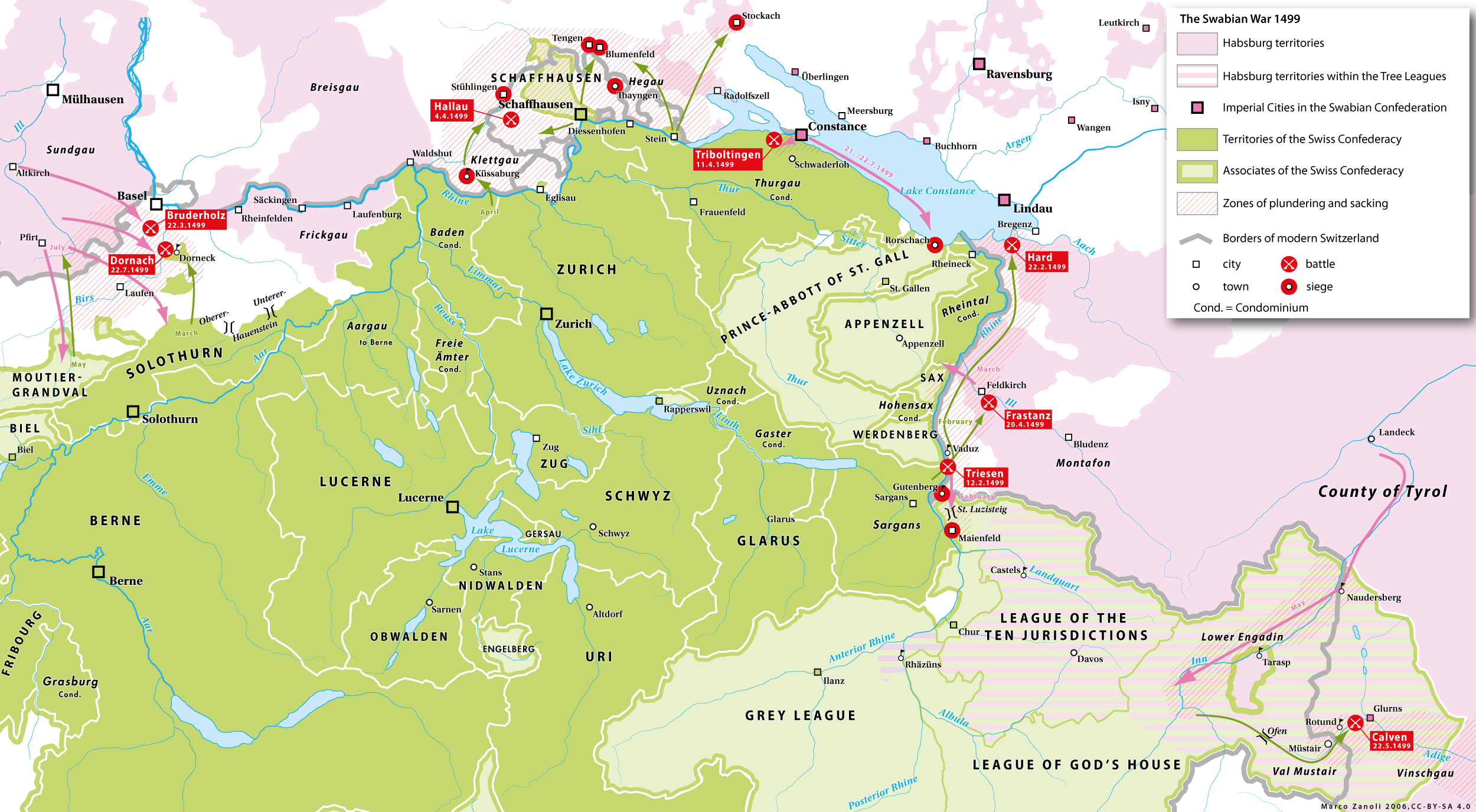
1499年士瓦本战争战区
Aach 阿赫河
Aare 阿勒河
Aargau - to Berne 阿尔高─归伯尔尼
Abbey of St. Gallen 圣加仑修道院
Albula 阿尔布拉河
Altdorf 阿尔特多夫
Altkirch 阿尔特基克
Appenzell 阿彭策尔
APPENZELL 阿彭策尔州
Argen 阿尔根河
Associates of the Old Swiss Confederacy 旧瑞士邦联伙伴
Baden - Cond. 巴登伯爵领地─共管领土
Basel 巴塞尔
Battle 战役
Berne 伯尔尼
BERNE 伯尔尼州
Biel/Bienne 比尔/比安
BIEL 比尔区
Birs 比尔斯河
Bludenz 布卢登茨
Borders of modern Switzerland 今日瑞士边界
Bregenz 布雷根茨
Bruderholz - 22. March 1499 布鲁德霍尔茨战役─1499.3.22
Buchhorn 布赫霍尔恩
Calven - 22. May 1499 卡尔文战役─1499.5.22
Chur 库尔
City 城市
Cond. = Condominium of the Old Swiss Confederacy Cond. = 旧瑞士邦联共管领土
Constance 康斯坦茨
Dornach - 22. July 1499 多尔纳赫战役─1499.7.22
Dorneck 多尔内克
Eglisau 埃格利绍
Engelberg 恩格尔贝格
Etsch/Adige 埃奇河/阿迪杰河
Feldkirch 费尔德基希
Frastanz - 20. April 1499 弗拉斯坦茨战役─1499.4.20
Frauenfeld 弗劳恩费尔德
Freie Ämter - Cond. 弗赖厄埃姆特─共管领土
Fribourg 弗里堡
Frickgau 弗里克高
Fuorn Pass/Ofen Pass 富奥尔恩山隘/奥芬山隘
Gersau 盖尔绍
Glarus 格拉鲁斯
GLALUS 格拉鲁斯州
Glurns 格卢尔恩斯
Grasburg - Cond. 格拉斯堡─共管领土
Grey League 灰衣同盟
Gutenberg 古滕贝格
Habsburg territories 哈布斯堡领土
Hallau - 4. April 1499 哈劳之战─1499.4.4
Hard - 22. April 1499 哈尔德战役─1499.4.22（地图错误，实际应是1499.2.20）
Hauenstein Passes 豪恩施泰因山隘（上豪恩施泰因山隘、下豪恩施泰因山隘）
Hegau 黑高
Hohensax - Cond. 霍恩萨克斯─共管领土
Ill (右) 伊尔河（奥地利）
Ill (左) 伊尔河（法国）
Illanz 伊兰茨
Inn 因河
Klettgau 克莱特高
km 千米
Lake Constance 康斯坦茨湖
Lake Lucerne 卢塞恩湖
Lake Zurich 苏黎世湖
Landeck 兰德克
Landquart 兰德夸尔特河
Laufen 劳芬
Laufenburg 劳芬堡
League of God's House 上帝之家同盟
League of the Ten Jurisdictions 十辖区同盟
Limmat 利马特河
Lindau 林道
Linth 林特河
Lower Engadine 下恩加丁
Lucerne 卢塞恩
LUCERNE 卢塞恩州
Maienfeld 迈恩费尔德
May 1499 1499.5
Meersburg 梅尔斯堡
Montafon 蒙塔丰
Moutier 穆捷
Mühlhausen (Mulhouse) 米尔豪森（米卢斯）
Müstair 米施泰尔
Nidwalden 下瓦尔登
Obwalden 上瓦尔登
Other members of the Swabian League 士瓦本同盟其他成员
Pfirt 普菲尔特
Radolfzell 拉多尔夫采尔
Rapperswil - Cond. 拉珀斯维尔─共管领土
Ravensburg 拉芬斯堡
Reuss 罗伊斯河
Rheineck 萊茵埃克
Rheinfelden 莱茵费尔登
Rheintal - Cond. 莱茵谷─共管领土
Rhine 莱茵河
Romanshorn 罗曼斯霍恩
Säckingen 塞京根
Sargans - Cond. 萨尔甘斯─共管领土
Sargans 萨尔甘斯
Sarnen 萨尔嫩
Sax 萨克斯
Scale 比例
Schaffhausen 沙夫豪森
SCHAFFHAUSEN 沙夫豪森州
Schwaderloh 施瓦德尔洛
Schwyz 施维茨
SCHWYZ 施维茨州
Sihl 锡尔河
Sitter 锡特尔河
Solothurn 索洛图恩
SOLOTHURN 索洛图恩州
St. Gallen 圣加仑
St. Luziensteig Pass 圣卢钦施泰格山隘
Stans 施坦斯
Stein 施泰因
Stühlingen 施蒂林根
Sundgau 孙戈
Territories of the Old Swiss Confederacy 旧瑞士邦联领土
Thayngen 塔英根
Thengen 滕根
Three Leagues 三同盟
Thur 图尔河
Thurgau - Cond. 图尔高─共管领土
Town 城镇
Triboltingen - 11. April 1499 特里博尔廷根战役─1499.4.11
Triesen - 12. February 1499 特里森战役─1499.2.12
Tyrol 蒂罗尔
Überlingen 于伯林根
Umbrail Pass 温布赖尔山口
Uri 乌里
Uznach - Cond. 乌茨纳赫─共管领土
Vaduz 瓦杜兹
Val Müstair 米施泰尔谷
Vinschgau 温施高
Vorarlberg 福拉尔贝格
Waldshut 瓦尔茨胡特
Wangen 旺根
Werdenberg 韦尔登贝格
Windegg - Cond. 温德格─共管领土
Zones of plundering and sacking 掠夺与洗劫地带
Zug 楚格
ZUG 楚格州
Zurich 苏黎世州
Zürich 苏黎世

士瓦本战争的爆发始于在格劳宾登的一场领土冲突。在15世纪，格劳宾登发展出了一个类似于瑞士邦联的联盟。这个联盟是由神所同盟、灰衣同盟、十辖区同盟三个同盟组成的。跟瑞士人一样，这三个同盟也已经实现了高度的自治，但是他们也在不断地和哈布斯堡斗争着。哈布斯堡统治着格劳宾登东边的相邻的领地，并且在不断地试图将他们的影响力带到格劳宾登。在15世纪的70和80年代，西吉斯蒙德公爵（即上文所说的腓特烈的堂弟）已经逐步地成功取得了十辖区同盟（普雷蒂高的“十辖区同盟”是出现在格劳宾登的三个同盟中的最年轻的一个──到了1436年它才成立）的大多数市镇的高等司法权，而马克西米利安也继续着这一扩张性战略。哈布斯堡的压力造成了这三个同盟在1497年到1498年间签字与瑞士邦联形成紧密的军事联盟。
于此同时，因为马克西米利安娶了勇士查理的女儿兼继承人玛丽，所以为了争夺查理的王国的剩余土地的控制权，哈布斯堡与瓦卢瓦家族的法国国王们进行了巨大的权力斗争。玛丽在1482年坠马身亡，马克西米利安又在1493年娶了来自米兰的比安卡·玛丽亚·斯福尔扎，于是又导致了哈布斯堡直接卷入了意大利战争，为了争夺米兰公国的控制权而再次与法国的国王们交战。
格劳宾登是蒂罗尔与米兰之间的直接联系，因此格劳宾登对于哈布斯堡来说在战略上变得很重要，尤其是其中的米施泰尔谷。米施泰尔谷中的温布赖尔山口连接了蒂罗尔南部的温施高谷（今意大利韦诺斯塔谷）和意大利北部的泰利纳谷。此外，哈布斯堡与库尔主教还为了库尔地区的低等司法权问题而争执了一段时间。在1499年1月20日，哈布斯堡军队占领了米施泰尔谷并洗劫了米施泰尔的本笃会圣约翰女修道院，但是不久后，他们就被三同盟的军队赶了回去并且在2月2日，双方就已经在上温施高的格卢尔恩斯村（今意大利格洛伦扎）签署了一份停战协定。
然而三同盟已经叫瑞士人来帮忙了，并且来自乌里的部队已经抵达了库尔。他们在获悉到停战的事情后，就立即撤退了，但是在他们返回时，他们遇到了哈布斯堡的一小股士兵。这些人像往常那样地羞辱瑞士人，于是瑞士人越过了莱茵河，杀死了这些嘲笑者。作为报复，哈布斯堡军队在2月7日洗劫了迈恩费尔德村，并叫士瓦本同盟来帮忙。仅仅五天后，来自若干个州的瑞士部队聚集了起来并重新征服了迈恩费尔德村并向康斯坦茨湖进军，一路上还边走边劫掠。在2月20日，他们再次遇到了一支哈布斯堡军队。在哈尔德战役中，他们在莱茵河口附近的康斯坦茨湖畔击败了哈布斯堡军队，并且几乎在同时，另一支瑞士部队入侵了沙夫豪森与康斯坦茨之间的黑高地区。几天后，这两个地方的瑞士人都撤退了。

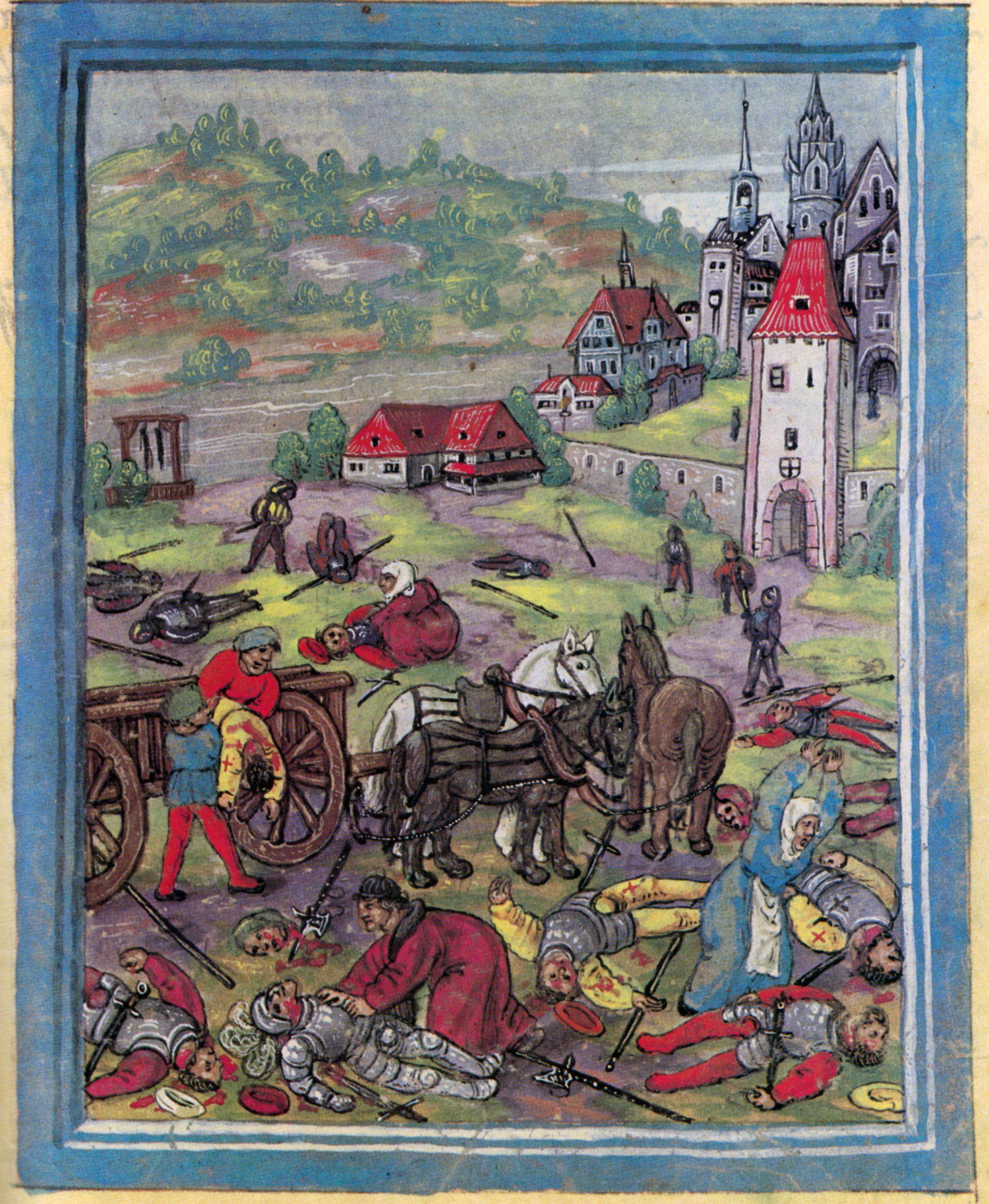
施瓦德尔洛战役结束后，妇女与牧师们在康斯坦茨城门外不远处为士瓦本士兵收尸。本插图来自1513年的《卢塞恩编年史》。

与此同时，士瓦本同盟已经完成了招兵买马，并在3月22日突袭了多尔纳赫，但是在当晚的布鲁德霍尔茨战役中，瑞士部队却以少胜多地打败了他们。在4月早期，双方都突袭了对方在莱茵河畔的领土：瑞士人征服了沙夫豪森以西的克莱特高的哈劳村和诺因基希村。士瓦本同盟的更大的攻击发生于1499年4月11日：士瓦本部队占领并洗劫了就在康斯坦茨城以南的康斯坦茨湖南岸的一些村庄。当主营扎在向南只有几英里处的施瓦德尔洛（Schwaderloh）[注 2]的瑞士士兵们赶来了，并在施瓦德尔洛战役[注 3]中与士瓦本人相遇了之时，士瓦本人的这一场远征便结束在了一场耻辱的失败和公然的逃跑之中。士瓦本人失去了1000多名士兵，光是来自康斯坦茨城的就有130名；此外瑞士人还捕获了他们的重型武器，包括他们的火炮。
瑞士人再次突袭了克莱特高和黑高并在再次撤退前洗劫了士瓦本人的一些较小的而被强化了的城市，比如田根和施蒂林根。在几场大战役之间，这整场战争的特点都是双方都有着许多的如此的小规模突袭和劫掠性远征。在东线，哈布斯堡对莱茵谷新发动的一场攻击挑起了邦联成员们的一场反击，并且在1499年4月20日的费尔德基希附近的弗拉斯坦茨战役中，瑞士人依然胜利了。
马克西米利安皇帝在荷兰的领土至今都被占领着，而哈布斯堡与士瓦本军队的持续的失败使得他来到了康斯坦茨并亲自承担了对这些活动的指挥。他宣布了对瑞士邦联的帝国禁令，以企图通过将这场斗争宣布为一场“帝国战争”来在德国诸王公中得到对这一活动的更广泛的支持。不过，这步棋没能成功。马克西米利安之后决定下一场决定性的攻击应该再次发生在米施泰尔谷。因为他在康斯坦茨附近没有足够的部队，所以他得冒着危险去攻击那里。在1499年5月早期，由于敌方有攻击西部的企图，因此瑞士人的很大一部分兵力被吸引到了那里，随后他们突袭了孙戈，不过敌人后来放弃了攻击西部的企图。在5月21日，瑞士人对黑高发动了第三次突袭，但是一周后，他们放弃了这一活动，这是因为施托卡赫城的士瓦本接防部队已经承受了足够长时间的围攻，双方显得势均力敌，因此瑞士人感到了危险。
于此同时，在1499年5月22日，三同盟在马克西米利安能够带着援兵赶来之前便攻击了扎营于格卢尔恩斯的哈布斯堡部队。在卡尔文战役中，他们横行于那些防御工事之中并击溃了奥地利的军队，之后他们劫掠了温施高并在三天后撤退。马克西米利安和他的部队到了一周后的5月29日才赶到。作为报复，他的部队掠夺了恩嘎丁谷，但是他们很快就撤退了，以避免遭遇赶来的瑞士邦联援军。
马克西米利安要求士瓦本同盟的军事领导人们将部队从北线撤离并将这些部队派到格劳宾登去，然而这些领导人们拒绝了，这使得这位皇帝不得不返回到了康斯坦茨湖。士瓦本人偏爱攻击北线，而他们的皇帝则仍然希望说服他们来帮助自己赢得在米施泰尔谷的斗争。他们间的不和使得这场战争暂停了。部队被聚集在了康斯坦茨，但是攻击行为却未发生。到7月之前，全线都无重大事情发生。

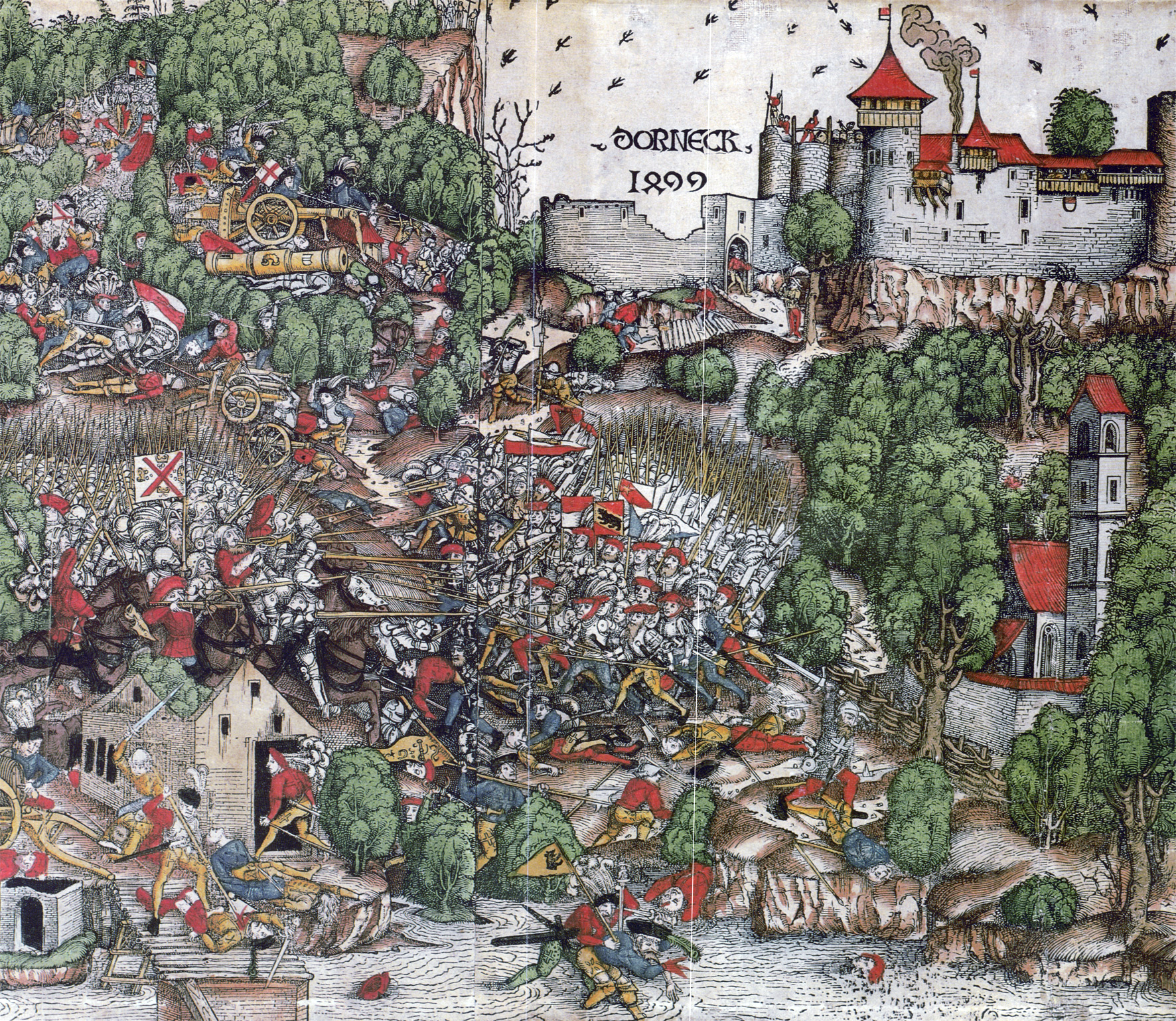
当时的一幅关于多尔纳赫战役的木刻画，显示了多尔内克城堡和战斗主场景，以及瑞士人在比尔斯河畔杀戮逃跑的士兵们。

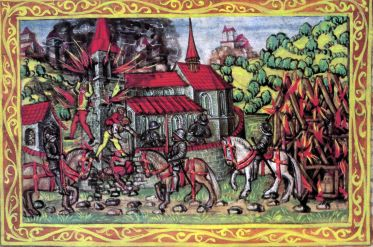
塔英根教堂的防御塔被士瓦本骑士们炸毁。防御者跳塔以逃生。村庄陷入火海。本插图来自1513年的《卢塞恩编年史》。

到了7月中旬，马克西米利安与士瓦本的领导人们突然陷入了他们自己部队的压力之下。在西线的是海因里希·冯·菲尔斯滕贝格伯爵指挥的一支军队，其中有一大群来自佛兰德斯的佣兵和许多骑士因为没有收到薪水而威胁要离开。士瓦本部队的步兵们也发出了抱怨：大多数人是农民，他们更愿意回家去收庄稼。马克西米利安被迫同意了。
在7月21日，士瓦本人乘船越过康斯坦茨湖，攻击了萊茵埃克和罗尔沙赫。这也是他们少有的几场成功的军事活动之一。当地的小股瑞士分遣队受到了突然袭击，村庄也被劫掠与焚毁。一支大约16000名士兵组成的军队在多尔纳赫西部发动了一场规模更大得多的攻击，不过，他们遭遇了一支快速聚集起来的强大瑞士军队。在1499年7月22日的多尔纳赫战役中，士瓦本人和佣兵部队在一场又久又艰难的战斗后，遭受了重大失败。他们的将军海因里希·冯·菲尔斯滕贝格在战斗开始不久就阵亡了，大约有3000名士瓦本士兵和500名瑞士士兵丧生，并且士瓦本人再一次失去了他们所有的火炮。
这场战争最后的一批小规模战斗中的一场发生在7月25日。一支士瓦本军队从黑高向沙夫豪森进军，但是在塔英根却遇到了激烈的防卫。尽管这一小股防御部队最终被征服了，并且这个村庄被洗劫了，然而这些防御者们造成了重大的伤亡并且他们拖了足够长的时间，使得瑞士人能够从沙夫豪森派遣部队来在战场上与士瓦本人相遇。士瓦本骑士和他们的步兵间的不和使得士瓦本人撤退了。之后夜幕降临，使得更大规模的战斗没能发生。[注 4]
瑞士人的一个大问题是他们没有任何统一的指挥。每个州的部队只听他们自己的领导人的命令。不顺从的抱怨是常见的。瑞士议会不得不在1499年5月11日采取这一决议：“当邦联在联手作战时，每个州都应该强行让自己的士兵服役。无论是哪个州的士兵，都应遵从其他州的军官。”
瑞士人的法国和意大利盟友们为这场战争付出了巨大的代价，此外，为了赎回战俘们，人们也付出了巨大的代价。

## 和平谈判
由于两个阵营间相互的不信任，在1499年3月，早期的调解企图遭遇了失败。但是在多尔纳赫战役之后，士瓦本同盟厌倦了战争并且对皇帝作为军事领导人的能力已经失去了全部的信心，因此他们拒绝了马克西米利安召集一支新军队的要求。比起瑞士军队来，士瓦本军队与哈布斯堡军队损失的人员要多得多，并且在多次地被瑞士人夺走了他们的装备之后，他们的火炮也变得不足了。瑞士人对进一步拖长战争也没有兴趣，不过他们还是拒绝了马克西米利安在1499年8月于沙夫豪森提出的第一个和平提议。
不过，意大利战争的战事帮忙将士瓦本战争带向了尽头。法国国王路易十二试图将米兰公国置于自己的控制下。只要士瓦本战争还在持续，米兰统治者卢多维科·斯福尔扎──他的侄女比安卡在1493年被马克西米利安所娶──就既不能期盼得到“远征佣兵”的帮助，也不能期盼得到马克西米利安的帮助，因此，他的外交使节加莱亚佐·维斯孔蒂试图在瑞士人与皇帝间做调解。在瑞士的兼具战争政务会功能的邦联议会（Tagsatzung）上，为了防止米兰人得到瑞士佣兵或马克西米利安的帮助，法国代表则试图阻止瑞士人与马克西米利安间的任何协定。米兰代表击败了法国代表的那些教唆，成功说服了双方都降低各自的要求。最终，马克西米利安一世与瑞士人之间的一份和平条约在1499年9月22日于巴塞尔被签订。马克西米利安曾对瑞士邦联下了禁令，以试图把这场战争定为一场“帝国战争”，然而这份和平提议却谨慎地对整场战争进行了轻描淡写，将它从“帝国战争”降低为了它的实质：帝国的两个相同地位的成员（帝国级政区，Reichsstände）之间的一场战争，即哈布斯堡家族与瑞士邦联之间的一场战争。这份文件只把马克西米利安称为“哈布斯堡公爵”，而没称之为“日耳曼人民的国王”，更没有称之为“神圣罗马皇帝”。
凭着巴塞尔和约，旧瑞士邦联与帝国的关系又回到了1495年沃尔姆斯会议前开始的状态。帝国禁令被悄无声息地停止了。马克西米利安不得不接受瑞士各州的拒绝并含蓄地放弃哈布斯堡对瑞士人的领土的宣称，承认瑞士人的独立。因此，这之后，瑞士邦联的十个成员继续不受“帝国法院”的管辖。此外，瑞士人从此还取得了图尔高的高等司法权。除了沙夫豪森一带，这场战争没有造成任何领土变更。沙夫豪森这座城市成功确立了它对一些之前属于康斯坦茨主教的地方的领导权。
在格劳宾登，情势也回复到了战前状态。哈布斯堡能够保留他们对“十辖区同盟”的八个市镇的权利，但是他们也不得不接受这个同盟与另外两个同盟以及瑞士邦联所结成的联盟。最终，这样的安排将会导致哈布斯堡失去普雷蒂高，而归三同盟所有，不过例外的是在将近130年后的三十年战争期间，他们会临时地重新占领该地。

## 进一步的后果

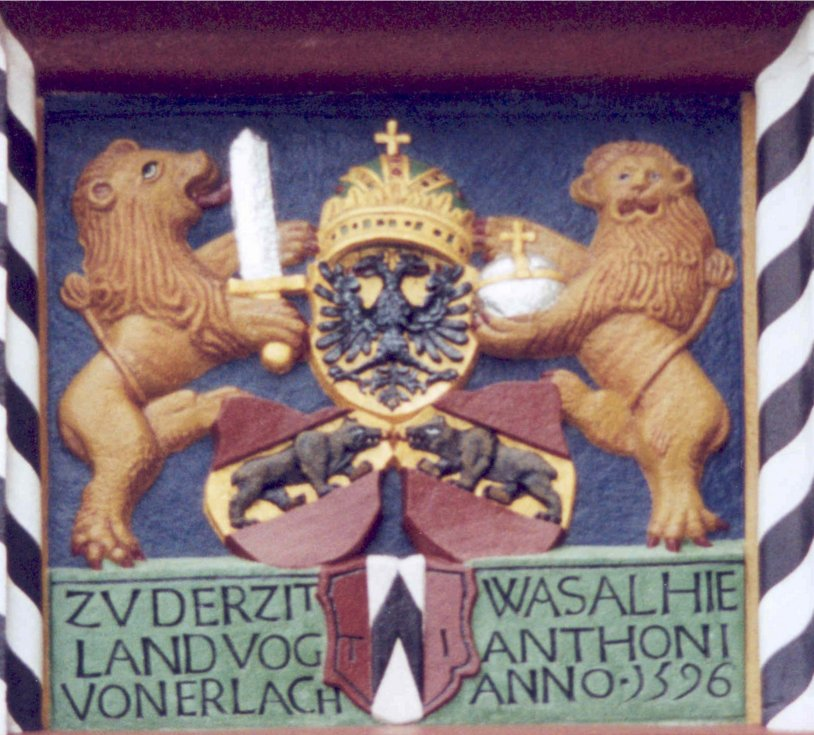
瑞士邦联在形式上仍是神圣罗马帝国的一部分，正如从1596年起，伦茨堡的城堡大门上的这组装饰图案所示：神圣罗马帝国的帝国之鹰在伯尔尼的熊的上面，在底部的是“冯·埃尔拉赫”家族的盾形纹章。1648年以后，在邦联的象征图案之上放置帝国的标志这一惯例被渐渐地丢弃，其使用频率越来越低，并且主要是出于传统的理由才被使用。如此一直持续到了18世纪早期为止。

在整场战争期间，巴塞尔刻意保持着中立。虽然它已经与瑞士邦联的一些州结盟，但是它也与阿尔萨斯及莱茵河更下游的地方有着强烈的经济联系。然而，这些战事增强了巴塞尔市议会中的支持邦联的一派，并且瑞士人也意识到了这座城市作为莱茵河上的一座桥头堡（跟沙夫豪森一样）的战略地位。在1501年6月9日，来自巴塞尔的代表团与瑞士各州的代表签署了盟约，而巴塞尔市议会则在1501年7月13日认可了它。
在士瓦本战争期间，沙夫豪森与邦联成员们并肩作战，因此将它接纳入邦联也仅仅是道手续而已。这座城市自1415年起便是一座帝国城市，并且自1454年起，通过一份25年的合约，它便成为了瑞士邦联的一个伙伴政区，而到了1479年，这份合约又被续订了。在1501年8月10日，它成为了邦联的第十二位成员。
随着战争结束，瑞士军队不再受缚于莱茵河畔和格劳宾登。瑞士各州与米兰公国缔结了新的佣兵契约，即所谓的协定条约，并很快深深陷入了意大利战争之中，并且这之后，战争的双方最后都会有瑞士佣兵参与战斗。在意大利战争中，旧瑞士邦联为了自己的利益而进行活动。使得他们退出战争的是1515年的败给了法军的马里尼亚诺战役和随之而来的在1516年与法国国王签订的和平条约，即所谓的永久和约。不过，在与法国签订了和约之后，邦联各个州派出的瑞士佣兵仍继续充分地参与着意大利战争（直到16世纪中期才结束），为各个阵营效力，尤其是为法国国王效力。
瑞士邦联仍然是神圣罗马帝国的一个独立的“帝国级政区”，不过，由于瑞士邦联甚至可以不参与帝国议会，因此这一关系下降为了纯粹是一种形式，并且它会在整个16世纪都不具有重要性。不过，瑞士人仍然视自己为有着皇帝直辖身份的帝国成员，神圣罗马帝国仍然被视为所有特许、权利，或政治身份的基础。瑞士人继续使用帝国的标志就能证明这一点。在1511年，哈布斯堡与瑞士邦联签订了一份继承协议（Erbeinung），这份协议是之前的1474年永久协议和1477年的第一份继承协议的续订。根据1511年的这份协议，哈布斯堡与瑞士邦联间的关系完全正常化了。在这份协议中，哈布斯堡终于正式放弃了他们之前主张拥有的所有领土，甚至还将勃艮第伯国的保护权委任给了瑞士邦联。在1648年的威斯特伐利亚和约中，瑞士邦联的所有成员和伙伴政区将会正式地完全脱离帝国并被认可为一个有着自己的权利的民族和政治实体。

## 尾注

### 脚注
- 注 1  Kuhschweizer大意是“瑞士牧牛人”；虽然这个词含有贬义，但是却与“懦夫”没有联系。有一种解释说，对瑞士人的如此激烈的回应，以及与“牛”有关的羞辱，是在暗示人兽交，并因此将其视为异端。[9][23]顺便一提，当时瑞士人自称的是“邦联成员”，而士瓦本人还使用“施维茨人”这个词来称呼所有瑞士人，以作为一种羞辱。[23]不过，瑞士人吸收了这个词语并开始自豪地使用它。[24]另见施维茨及瑞士名称来源。
- 注 2   有时给出的名字是Schwaderloo（汉译依然是施瓦德尔洛）或Schwaderloch（施瓦德尔洛赫）。
- 注 3   施瓦德尔洛战役其实发生在特里博尔廷根。
- 注 4  格茨·冯·贝尔利欣根作为一名青年骑士参与了这次活动并在他的回忆录里以一些细节描述了这一事件。另一名目击者维利巴尔德·皮尔克海默尔也有过更详细的描述。

### 一手来源
- 士瓦本战争编年史
- 瓦·安斯赫尔姆: 伯尔尼人编年史, 1529-1546.
- 格·冯·贝尔利欣根: 回忆录, 约1560; 1731年被重新发现并被首次出版以使之流传更广. 比如德文版的可以从雷克拉姆出版社获得: ISBN 3-15-001556-1.
- 维·皮尔克海默尔: 瑞士战争（拉丁语）, 1526. 皮尔克海默尔曾作为一支来自纽伦堡的部队的指挥官参与过士瓦本战争. 网上的一段摘录. （德文） 埃尔恩斯特·明希 译, 柏林, 1988. 更新的版本由弗里茨·维勒 所译, 巴登, 1998 (ISBN 3-85648-094-3); 拉丁语与德语.
- 迪·席林格: 卢塞恩编年史, 1511-1513.

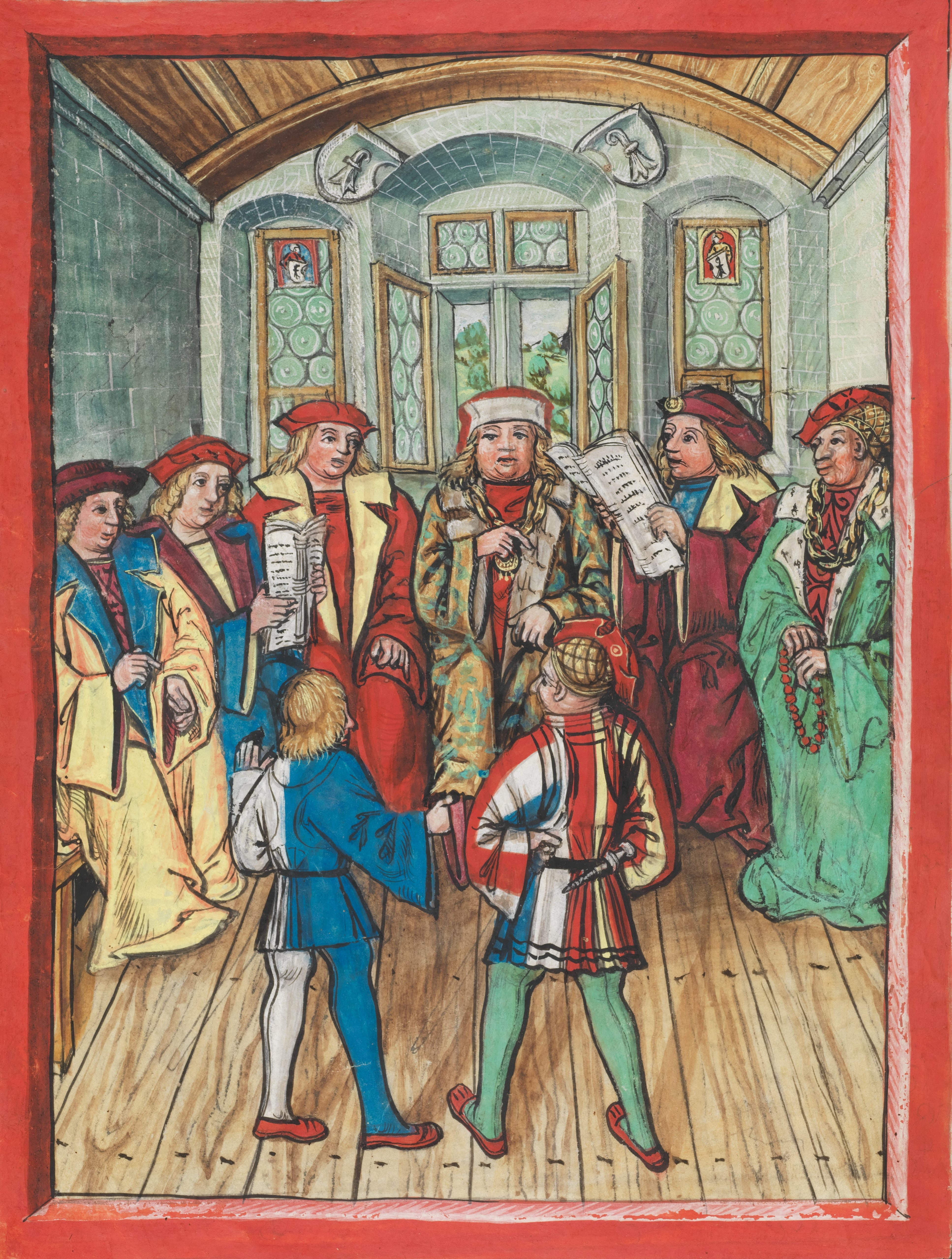
在巴塞尔市政厅，米兰外交使节将他的和平提案呈给马克西米利安的代表团。一位来自卢塞恩的代表（图中前排左侧穿蓝白服装者）为他翻译。本插图来自1513年的《卢塞恩编年史》。